# Oxilus koczkai
Oxilus koczkai là một loài bọ cánh cứng trong họ Cerambycidae.